# 尼安塔加
尼安塔加（法語：Niantaga），是馬里的城鎮，位於該國南部，由錫卡索區的庫蒂亞拉省負責管轄，面積258平方公里，海拔高度294米，2009年人口7,574，人口密度每平方公里29人。